# Химна Лесота
Lesotho Fatse La Bontata Rona је химна Лесота. Стихове је написао Франсоа Кулард, француски мисионар, а музику Фердинанд Самуел Лаур. Као химна се користи од 1967. године
Текст химне гласи:
LESŌTHŌ FATŠE LA BO NTAT'A RŌNA
Lesōthō fatše la bo ntat'a rōna;
Ha ra mafatše le letle ke lona;
Ke moo re hlahileng,
ke moo re hōlileng,
Rea lerata,
Mōlimō ak'u bōlōke Lesōthō;
U felise lintoa le matšoenyeho;
Oho fatše lena;
La bo ntata rōna;
Le be le khotso.
Српски превод:
Лесото, земљо наших очева,
Најлепша од свих земаља.
Дао си нам рођење,
С тобом смо одрасли--
Нама си драг.
Боже, заштити Лесото.
Поштеди га од сукоба и од невоље--
О, земљо моја,
Земљо наших очева,
Остани у миру.